# Liste der denkmalgeschützten Objekte in Hlohová
Grundlage dieser Liste der denkmalgeschützten Objekte in Hlohová ist die ÚSKP-Liste (Ústřední seznam kulturních památek České republiky, deutsch Zentrale Liste der Kulturdenkmäler der Tschechischen Republik), die von der tschechischen Denkmalschutzbehörde NPÚ (Národní památkový ústav, deutsch Nationale Denkmalbehörde) seit 1987 geführt wird und an die seit dem Jahr 1850 geschaffenen Listen anschließt.

## Denkmalgeschützte Objekte nach Ortsteilen

### Hlohová
| Lage                                                            | Objekt                               | Beschreibung | ÚSKP-Nr.                  | Bild                   |
| --------------------------------------------------------------- | ------------------------------------ | ------------ | ------------------------- | ---------------------- |
| Hlohová 44, 1,5km westlich des Dorfes an der Zubřina (Standort) | Wassermühle Pasecký Mlýn mit Kapelle |              | 12590/4-4880 Info Katalog | BW                     |
| Hlohová (Standort)                                              | Kirche des hl. Ägidius               |              | 31528/4-2066 Info Katalog | Kirche des hl. Ägidius |